# Joseph Blatter
Joseph «Sepp» Blatter (Visp, Valais; 10 de marzo de 1936) es un exadministrador y exdirigente deportivo suizo que se desempeñó como el octavo presidente de la FIFA de 1998 a 2015. Tiene prohibido participar en las actividades de la FIFA desde 2015 como resultado del caso de corrupción de la FIFA hecho público ese año, y permanecerá suspendido hasta 2027.
Con experiencia en negocios, relaciones públicas y administración deportiva, Blatter se convirtió en secretario general de la FIFA en 1981 y luego fue elegido presidente en el 51.º Congreso de la FIFA el 8 de junio de 1998, sucediendo a João Havelange, quien había dirigido la organización desde 1974. Blatter fue reelegido en 2002, 2007, 2011 y 2015. Al igual que su predecesor Havelange, Blatter construyó su base de poder en la FIFA al aumentar la influencia de numerosos países africanos y asiáticos en el fútbol mundial a través de la expansión de los equipos participantes en varios torneos de la FIFA, que culminó en la altamente controvertida concesión de la Copa Mundial de 2022 a Catar, un estado petrolero del Golfo de 3.000.000 de personas con poca cultura futbolística. Bajo el liderazgo de Blatter como presidente, once de los 22 miembros del comité que votaron sobre los torneos de 2018 y 2022 fueron multados, suspendidos, inhabilitados de por vida o procesados por corrupción, incluido Blatter. Si bien ha sido constantemente perseguido por acusaciones de corrupción y mala gestión financiera, su gestión impulsó una gran expansión de los ingresos generados por la Copa Mundial de la FIFA, acompañada del colapso de la empresa de marketing International Sport and Leisure y numerosas acusaciones de corrupción en los procesos de licitación para la adjudicación de los torneos de la FIFA.
El 2 de junio de 2015, seis días después de que el gobierno de Estados Unidos acusara a varios funcionarios y exfuncionarios de la FIFA, así como a empresas de marketing deportivo, por soborno y blanqueo de capitales, Blatter anunció que convocaría elecciones para elegir a un nuevo presidente de la FIFA y que no se presentaría a ellas, pero también afirmó que permanecería en el cargo hasta que se celebrara un Congreso extraordinario de la FIFA para elegir a su sucesor. El 25 de septiembre de 2015, la Fiscalía General de Suiza anunció un proceso penal contra Blatter por "administración indebida y apropiación indebida".
En octubre de 2015, Blatter y otros altos funcionarios de la FIFA fueron suspendidos en medio de la investigación, y en diciembre el Comité de Ética de la FIFA, independiente, expulsó a Blatter de su cargo y le prohibió participar en cualquier actividad de la FIFA durante los siguientes ocho años. El 24 de febrero de 2016, un comité de apelaciones de la FIFA confirmó la suspensión, pero la redujo de ocho años a seis. El 24 de marzo de 2021, recibió una segunda prohibición de seis años y una multa de 1.000.000 de CHF por parte del Comité de Ética del organismo tras una investigación sobre pagos masivos de bonificaciones. Issa Hayatou se desempeñó como presidente interino de la FIFA hasta que se celebró un Congreso extraordinario de la FIFA a finales de febrero, en el que se eligió a Gianni Infantino como el noveno presidente de la FIFA. 

## Biografía
Hizo los primeros estudios en Saint-Maurice antes de graduarse en comercio y economía política en la Escuela de Altos Estudios Comerciales de la Universidad de Lausana en 1959. Fue secretario general de la Federación Suiza de Hockey sobre Hielo (1964-1966) y estuvo involucrado en la organización de los Juegos Olímpicos de 1972 y 1976. Desde 1975 ha estado trabajando en la FIFA como director de desarrollo (1975-1981), secretario general (1981-1998) y presidente (1998-2015).

## Carrera profesional
Joseph Blatter comenzó su carrera profesional como Jefe de Relaciones Públicas de la Oficina de Turismo del Cantón de Valais, Suiza, en 1959. Posteriormente, en 1964, asumió el puesto de secretario general de la Federación Suiza de Hockey sobre hielo y más tarde se dedicó a las actividades periodísticas y de relaciones públicas en el sector del deporte y la industria privada. En calidad de Director de Relaciones Públicas y Deporte de Longines S.A. participó en el cronometraje y la organización de los Juegos Olímpicos de 1972 y 1976, incorporándose así a la escena deportiva internacional.

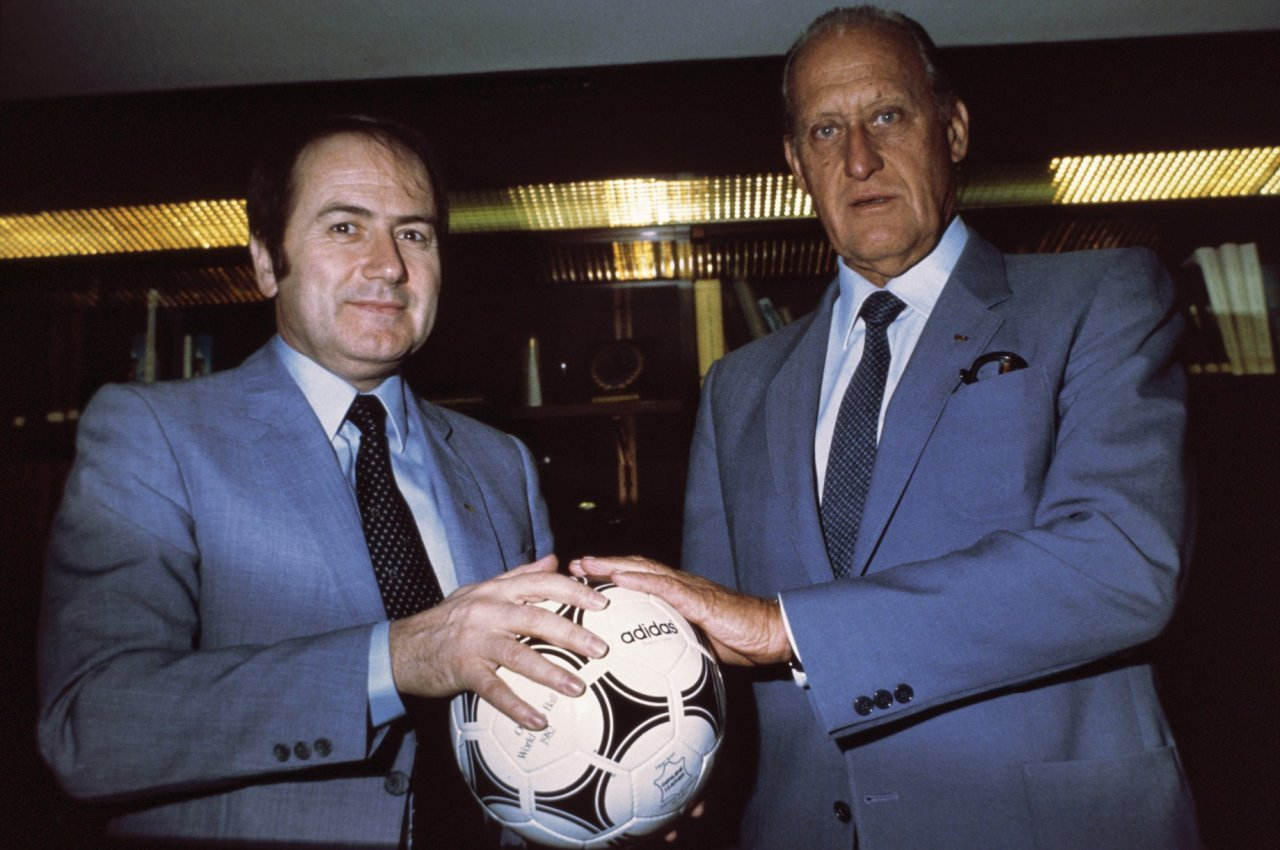
Blatter (izquierda) con João Havelange, presidente de la FIFA (abril de 1982).

En el verano de 1975 inició su trabajo en la FIFA como director de los programas de desarrollo a fin de concretar los proyectos que el presidente de la FIFA João Havelange había concebido en este sector. Fue entonces cuando comenzaron a definirse los planes de diversas competiciones y programas de capacitación que constituyeron las piedras fundamentales de los campeonatos mundiales en las categorías de edad de menores de 17 y 20 años, así como de los campeonatos mundiales femenino y de futsal, competiciones que hoy día constituyen una parte vital de las actividades internacionales de la FIFA.
En 1981, el Comité Ejecutivo nombró al políglota Blatter secretario general de la FIFA y en 1990 le confirió los poderes de director ejecutivo (CEO). Bajo su dirección, se han organizado nueve Mundiales: España 1982, México 1986, Italia 1990, EE. UU. 1994, Francia 1998, Corea-Japón 2002, Alemania 2006, Sudáfrica 2010 y Brasil 2014 —los cuatro últimos Mundiales han sido supervisados por Blatter como presidente de la FIFA—.
Blatter fue elegido presidente de la FIFA el 8 de junio de 1998, sucediendo en el cargo a João Havelange (Brasil). Con esta victoria, obtenida en el 51er Congreso de la Federación Internacional en París (Francia), Blatter, quien había prestado sus servicios a la FIFA en diferentes puestos durante 23 años, alcanzó la máxima posición del fútbol internacional. En dicha oportunidad se impuso al sueco Lennart Johansson, que era presidente de la Unión Europea de Fútbol (UEFA).
En Seúl se reeligió, el 29 de mayo de 2002, a Blatter para un segundo mandato como presidente de la FIFA, venciendo al camerunés Issa Hayatou, que se desempeñaba como presidente de la Confederación Africana de Fútbol (CAF).
El 31 de mayo de 2007, la elección tuvo lugar en la nueva sede de Zúrich, siendo reelegido para su tercer mandato sin necesidad de realizar una votación.
Durante 2011 Blatter volvió a ser el único candidato a presidente, pero esta vez hubo votación en aquel Congreso de la FIFA.

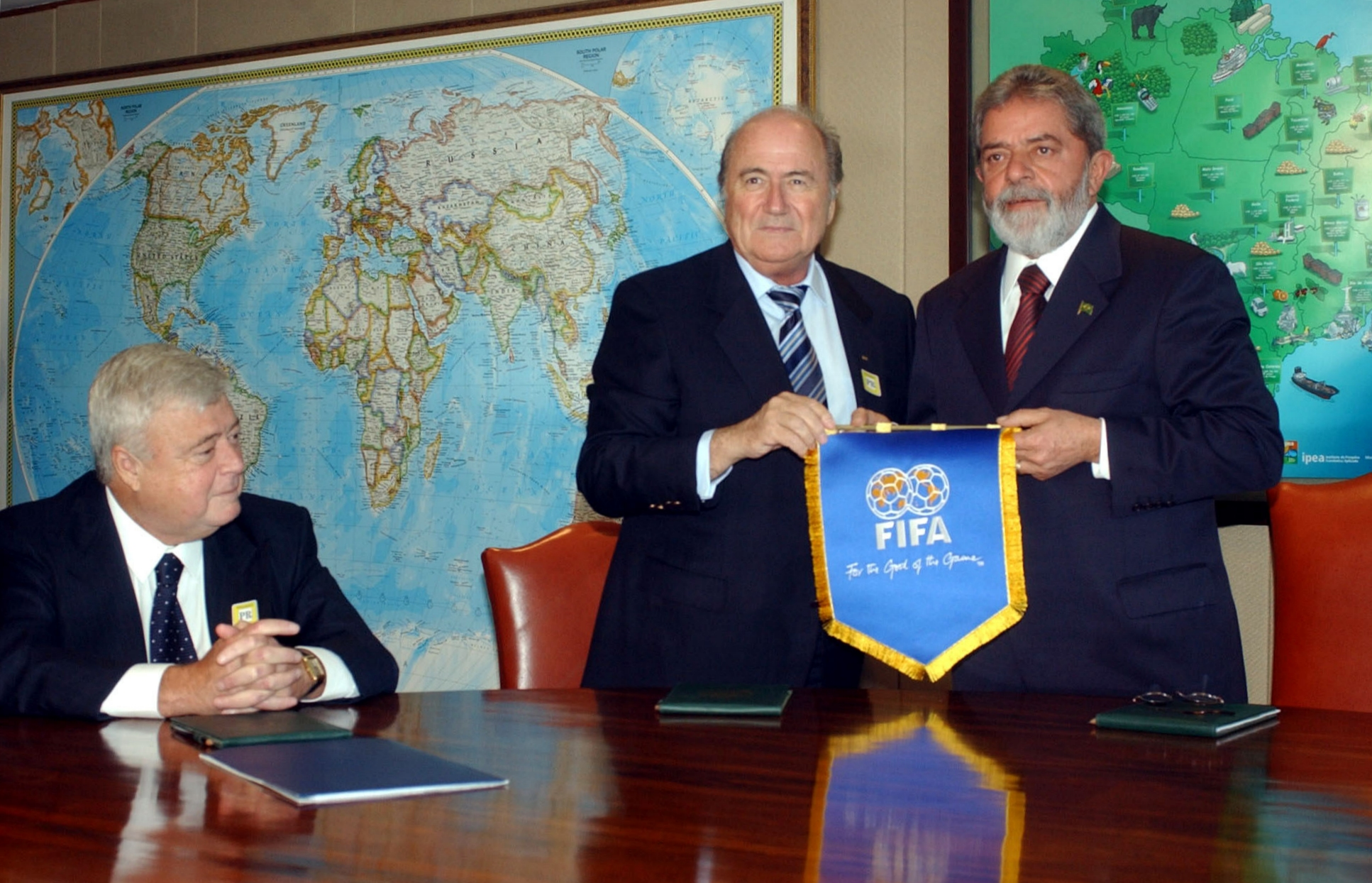
Joseph Blatter (izquierda), Luiz Inácio Lula da Silva (derecha) y Ricardo Teixeira (sentado) en Brasilia, 28 de septiembre de 2006.

## Actividades humanitarias
Durante muchos años, Blatter ha participado en numerosos proyectos humanitarios. Blatter fue el alma mater de la sociedad con Aldeas Infantiles SOS, iniciada en 1994. Esta organización gestiona más de 130 aldeas para niños en todo el mundo y se beneficia del apoyo financiero y material de la FIFA.
Tras su elección como presidente en junio de 1998, Blatter se alió con la organización de Naciones Unidas UNICEF, con la cual lanzó la campaña «Puro fútbol, pura esperanza», antes de embarcarse en la campaña más reciente con UNICEF, iniciada el 20 de noviembre de 2001, «Diga Sí por los niños», una campaña mundial que pretende concienciar al mundo sobre los derechos de la infancia. Por primera vez en la historia, una Copa Mundial se consagró a una causa humanitaria, bajo el lema «Diga Sí por los niños».
Además, contribuyó en un proyecto de la Organización Mundial de la Salud (OMS) en favor de África, denominado Erradiquemos la polio en África. Blatter también presta su apoyo a los campos de refugiados, facilitando equipamiento deportivo. Por último, tanto él como la FIFA luchan tenazmente contra la explotación infantil. Por ese motivo, la FIFA, bajo su presidencia, firmó un código deontológico con la Organización Internacional del Trabajo.

## Actividades deportivas
- 1948-1971: Futbolista (jugó en la 1.ª División de aficionados en Suiza)
- 1970-1975: Miembro de la Dirección del Club Neuchâtel Axioma
- Miembro del Club Panathlon (Club de funcionarios deportivos)
- 1956-Presente: Miembro de la Asociación Suiza de Periodistas Deportivos
- 1999-presente: Miembro del Comité Olímpico Internacional (COI)

## Condecoraciones
En el transcurso de sus múltiples actividades, Blatter ha recibido numerosos premios y distinciones, entre los que figuran:
1. La Orden Olímpica
2. Miembro de Honor de la Asociación Suiza de Fútbol
3. Numerosas distinciones de clubes, asociaciones y confederaciones
4. La Orden de Caballero del Sultanato de Pahang, Malasia
5. Orden de la Buena Esperanza de la República de Sudáfrica
6. Orden de la Independencia (1.ª clase) de Jordania
7. Gran Cordón de Wissam Alaouite de Marruecos
8. Medalla al Mérito Deportivo de Bolivia
9. Gran Cordón de la Orden de la República de Túnez
10. Personalidad humanitaria internacional del año y la Carta Dorada de la Paz y el Humanitarismo de la liga internacional de personalidades humanitarias
11. Premio Americano Global por la Paz (American Global Award for Peace)
12. Premio Americano Global por la Paz (American Global Award for Peace)
13. Grado de Gran Oficial de Wissam Al Arch (Marruecos)
14. Orden al Mérito de UEFA en diamante
15. Orden al Mérito de Yemen
16. Camarada Supremo Or Tambo de Sudáfrica
17. Caballero de la Legión de Honor francesa
18. Orden de la Medalla de Reconocimiento Centroafricana en el grado de Comandante de la República Centroafricana
19. Orden de los Dos Nilos de Sudán
20. Honrado en Yibuti como Commandeur de L'Ordre National du 27 Juin 1977
21. Doctor honoris causa de las Artes por la Universidad de De Montfort (Leicester)
22. Socio de honor del Real Madrid
23. Doctor honoris causa en Filosofía por la Universidad Metropolitana Nelson Mandela de Puerto Elizabeth (Sudáfrica)
24. Orden Francisco de Miranda en su tercera clase, Palacio de Miraflores, Caracas-Venezuela

## Controversias

### Alegaciones de corrupción
- Su elección y victoria sobre el presidente de la UEFA Lennart Johansson estuvieron marcadas por la controversia. Su mandato se ha caracterizado por los rumores de irregularidades financieras y transacciones secretas, culminando en 2002 con las acusaciones directas de soborno hecho en la prensa por el miembro somalí Fardando de una oferta de 100 000 dólares por votar a favor de Blatter.
- El entonces diputado de Blatter, Michael Zen-Ruffinen, preparó un expediente que perfila las alegaciones de mal manejo financiero y corrupción dentro de la FIFA. El expediente declaró que la bancarrota en 2001 de la compañía auspiciante de FIFA, International Sport and Leisure (ISL), había conducido al déficit y a las pérdidas de hasta $ 100 millones de dólares bajo la administración de Blatter. Las alegaciones fueron apoyadas por el jefe de la UEFA, Lennart Johansson. El expediente fue dado a las autoridades suizas pero no se tomó ninguna acción. Zen-Ruffinen fue expulsado por Blatter inmediatamente antes de la Copa Mundial de FIFA de 2002.
- En mayo de 2006 el libro del reportero e investigador británico Andrew Jenning, Foul (Harper Collins), causó controversia dentro del mundo de fútbol, detallando un presunto escándalo internacional por el monto de los contratos después del quiebre de la empresa controladora de los derechos de comercialización de la FIFA, ISL, y revelando cómo han impulsado a algunos funcionarios del fútbol a reembolsar en secreto los sobornos que recibieron. El libro Foul también expuso la rivalidad en las votaciones que se hicieron a puerta cerrada para la reelección del presidente, tras la lucha para tener el control sobre Blatter en la FIFA.

### Simulación
- En el fútbol, zambullirse o simular se ha vuelto una cuestión importante de uso para la FIFA, y es conocida su intención de quitarla del juego. Blatter, sin embargo, informó a los medios de comunicación que él cree que la simulación debe tener su lugar y que cuando él era jugador de una liga inferior en Suiza, todos sabían que él simulaba.

### Alemania 2006
- Durante la Copa Mundial de FIFA 2006 en Alemania, Blatter se abstuvo de subir al podio para las premiaciones, algo que fue notado y criticado por los medios de comunicación internacionales. Muchos creían que era contraproducente que el presidente de la FIFA, debido a su avanzada edad, esté en medio de las celebraciones; los motivos reales son desconocidos y son motivo de discusión.

### Veto a la altura
- El 27 de mayo de 2007, la FIFA al mando de Blatter puso un veto por el cual cualquier ciudad que se encuentre a más de 2500 metros sobre el nivel del mar quedaría imposibilitada de jugar partidos de fútbol de forma profesional, medida que afectaba a los países de Bolivia, Ecuador y Perú; siendo este último el país más perjudicado, debido a que tenía previsto jugar algunos partidos de Eliminatorias en la ciudad imperial del Cuzco. En Bolivia la medida fue parcialmente levantada, pero recientemente La Paz fue vetada de nuevo y la última oportunidad para levantar el veto es en la reunión el 27 de mayo en Sídney a un año de iniciarse el veto.

### Tercer período
- El 31 de mayo de 2007, Blatter fue reelegido por aclamación para un tercer mandato en la 2.ª Jornada del 57.º Congreso de la institución, celebrado en el Hallenstadion de Zúrich.

### Cuarto período
- El 1 de junio de 2011, Blatter fue reelegido para un cuarto mandato en el 61.º Congreso de la FIFA, celebrado en el Hallenstadion de Zúrich. Obtuvo 186 de los 203 votos posibles de las asociaciones miembro. De haber completado su período, el suizo hubiera estado en el cargo de timonel del fútbol mundial hasta 2015, cuando cumplió 79 años.

### Polémica con el fútbol español
- El 17 de febrero de 2008 durante su visita a España junto con el presidente de la UEFA Michel Platini, declaró su completo apoyo al presidente de la Real Federación Española de Fútbol Ángel María Villar debido a que Jaime Lissavetzky, presidente del Consejo Superior de Deportes de España, presionaba para que se convoquen elecciones en aquellas federaciones deportivas españolas que no hayan conseguido clasificar a sus especialidades para los Juegos Olímpicos de Pekín 2008. Blatter amenazó, declarando que en caso de que el Gobierno Español se inmiscuyera en la RFEF, podía traer consecuencias graves como la exclusión de la Selección Española y de los clubes de fútbol españoles de las competiciones internacionales, como la Champions League y Copa de la UEFA.[10]

### Polémica por la celebración del Mundial 2010
A causa de retrasos en las obras de los estadios y problemas relacionados con la seguridad e infraestructuras en Sudáfrica, el presidente de la FIFA Blatter amenazó en varias ocasiones con un plan alternativo para la celebración del mundial de 2010. Es decir, Blatter amenazó que, de no cumplirse los plazos de las obras (tenían que estar terminadas para la celebración de la Copa Confederaciones 2009), el mundial cambiaría de sede. En su momento afirmó que el plan B era usar de sede a México, dado que cuenta con la infraestructura adecuada para realizar un Mundial de fútbol en muy corto tiempo.

### Polémica por la elección del Mundial 2014
Para la elección de la sede del mundial del año 2014, Blatter había mencionado, en declaraciones previas a la elección de la sede, que Brasil será la sede de 2014, dejando así fuera a otros candidatos como Venezuela y alegando que ese país no estaba preparado aún para ser sede, aun sabiendo que el proyecto ya estaba listo para ser nombrado candidato a la sede del mundial 2014. Al final se nombró como sede a Brasil, a pesar de las críticas que recibió de la prensa mundial por no escoger otra candidata que le ofreciera una competencia a los brasileños.

### Polémica por la elección del Mundial 2022
Para la elección de la sede del mundial de 2022, la candidatura que ganó la sede para ese año fue Catar. Días después de la resolución de la FIFA se supo que ocurrieron irregularidades y que existieron sobornos a algunos miembros de la FIFA en esta oportunidad. Blatter ha declarado que el mundial podía ser cambiado de fecha debido al intenso calor que hay en Catar que pone en riesgo la integridad de los jugadores. Luego de que Blatter renunciara, no se volvió a mencionar el caso y se reafirmó la sede de 2022 a Catar.
Con el tiempo, después en una entrevista Joseph Blatter se arrepintió de haber nombrado a Catar como sede del mundial de 2022, diciendo que fue un error otorgar la sede.

### Caso del «repechaje» europeo de la FIFA entre Francia e Irlanda
El 19 de noviembre de 2009, la Federación Irlandesa de Fútbol envió a la FIFA una solicitud para repetir el partido de fútbol entre ambas selecciones por la mano cometida por Thierry Henry, que le dio la clasificación a los franceses. Ante esto, la FIFA señaló: «La FIFA comunica que no es posible cambiar el resultado ni repetir el partido. Como claramente establecen las reglas del juego, durante los partidos los árbitros toman las decisiones y dichas decisiones son inapelables.» De ahí provienen las críticas de la Federación Irlandesa hacia Blatter, alegando que la FIFA de ahora no tiene autoridad sobre los árbitros y que un error de esa magnitud no diera la repetición de ese partido y que, de paso, la FIFA está a favor de Francia en esta decisión.

### No a la tecnología en el arbitraje
El 17 de diciembre de 2009, se pronunció en contra del uso del video en el arbitraje, con las declaraciones siguientes: «En Ciudad del Cabo (Sudáfrica) estuvimos hablando del arbitraje, que para la Copa del Mundo tiene que estar en su apogeo», dijo en conferencia de prensa en el lujoso hotel Emirates Palace de Abu Dabi, al margen del Mundial de Clubes de fútbol. A pesar de lo dicho por Blatter, se informó semanas más tarde que el mundial de Brasil 2014 será el primer mundial en que se implementará tecnología, evitando así errores arbitrales y los conocidos goles fantasma.

### Polémicas declaraciones sobre Cristiano Ronaldo
El presidente de la FIFA ridiculizó a Cristiano Ronaldo en un acto celebrado en la Universidad de Oxford. La exagerada gesticulación, imitando al portugués, y sus declaraciones, señalando sus preferencias sobre Lionel Messi, en la disputa por el Balón de Oro enfadaron al Real Madrid y parte de la prensa mundial. El presidente del Club español, Florentino Pérez, dirigió un escrito a la FIFA para exigir inmediatamente una disculpa, disculpa que llegó horas más tarde:

Querido Presidente:
He recibido su carta con fecha de hoy, el contenido de la cual me ha sorprendido.
En primer lugar, quisiera explicarle que en este acto que tuvo el pasado viernes en la Universidad de Oxford no se discutió sobre la candidatura de los jugadores al FIFA Ballon d’Or. Al final de mi exposición, y en respuesta a una pregunta sobre Lionel Messi y Cristiano Ronaldo, el moderador me pidió elegir entre uno de los dos y en ese momento, habiendo comentado que Messi es el tipo de hijo que todas las madres desearían tener, di finalmente su nombre. Sin embargo, quiero dejar claro que para mí Cristiano Ronaldo está al mismo nivel que Messi y que los dos son jugadores excepcionales, cada uno a su manera.
Lamento mucho que esta situación producida en un acto universitario le duela tanto y le presento mis excusas por ello. Nunca fue mi intención incomodar o faltar al respeto al Real Madrid C. F., ni a uno de sus jugadores o a su afición, no solamente por ser el club fundador de la FIFA sino también por ser el club que sigo y admiro desde mi juventud.
Cordialmente, con un abrazo. Joseph Blatter.

### Quinto período
El 29 de mayo de 2015, Blatter fue reelegido para un quinto mandato en el 65.º Congreso de la FIFA, celebrado en el Hallenstadion de Zúrich. Obtuvo 133 votos, contra 73 obtenidos por el príncipe jordano Alí bin Al Hussein, único candidato opositor. Dimitió el 2 de junio de 2015 por los casos de corrupción que salpicaron a la FIFA y a parte de sus miembros. Su renuncia se hubiese hecho efectiva el 26 de febrero de 2016, cuando las nuevas autoridades fuesen electas, pero el 8 de octubre de 2015 el Comité de Ética decidió suspenderlo de toda actividad relacionada con el fútbol por 90 días. El suizo habría estado en el cargo de timonel del fútbol mundial hasta 2019, cuando cumpliría 83 años.

### Renuncia
Debido a los escándalos en los que ha estado la FIFA durante los últimos años, el suizo Blatter renunció y dejó su puesto a disposición con el argumento de que se necesitan emprender nuevas reformas. Sus palabras fueron: «Si bien tengo el mandato de los miembros de la FIFA, no siento que tenga el mandato de todo el mundo del fútbol, los fans, los jugadores, los clubes, la gente que vive, respira y ama el fútbol como todos lo hacemos en la FIFA».
Algunas asociaciones siguieron apoyándole, como África, Asia y otras naciones, mientras que algunas empresas patrocinadoras, como Coca-Cola, Budweiser y Visa, tuvieron una postura a favor de la renuncia por parte de Blatter, ya que sólo así se logrará un verdadero cambio en el mundo del fútbol.

### Suspensión
El Comité de Ética de la FIFA ordenó la suspensión provisional de Blatter el 8 de octubre de 2015 por un periodo de 90 días, debido a una investigación que se está haciendo contra él, contra el presidente de la UEFA, Michel Platini, y contra Jérôme Valcke, secretario general de la FIFA suspendido el 17 de septiembre de 2015. También se suspendió a Chung Mong-Jong por otra investigación sobre corrupción. El camerunés Issa Hayatou ocupa temporalmente la presidencia del máximo organismo de fútbol mundial. El 21 de diciembre del año 2015, Blatter junto a Michel Platini fueron suspendidos por 8 años de cualquier actividad relacionada con el fútbol por los casos de corrupción en los que estaban involucrados.

### Reconocimiento de irregularidades en sorteos de la UEFA
El 13 de junio de 2016, se publica una entrevista en el periódico argentino La Nación, donde admite el uso de ‘bolas frías y calientes’ en sorteos celebrados por la UEFA.

"Se ponen las bolillas antes en la heladera. La mera comparación entre unas y otras al tocarlas ya determina las bolas frías y las calientes. Al tocarlas ya se sabe qué hay".

### Abusos sexuales
La portero Hope Solo denunció públicamente en 2017 haber sufrido abuso sexual en una ceremonia de la FIFA, la entrega del Ballon d'Or 2013 donde, según alegaba, el entonces presidente agarró su trasero mientras subía a acompañar a su compañera de equipo, Abby Wambach.

## Suspensión y condena por 8 años
Joseph Blatter y Michel Platini fueron suspendidos y condenados a ocho años de suspensión de toda actividad relacionada con el fútbol por el comité de ética de la FIFA. Fue castigado también con una multa de 50.000 francos suizos, sanción que para Blatter supone la retirada definitiva del mundo del fútbol. Sepp Blatter apelará la decisión de la FIFA de suspenderle durante ocho años, una sanción que también apelará Michel Platini. Estaban acusados de administración desleal y conflicto de intereses tras el pago de 1,8 millones de euros del suizo al francés en el año 2011.